# Bahnstrecke Aroostook Junction–Presque Isle
| Gesellschaft: | zuletzt AVR          |                             |                             |
| Streckenlänge: | 54,7 km              |                             |                             |
| Spurweite: | 1435 mm (Normalspur) |                             |                             |
| |                      |                             |                             |
| Gleise: | 1                    |                             |                             |
| \| \| \| \| \| \| \| \| von Fredericton \| \| \| \| 0 \| Aroostook Junction NB \| Aroostook Junction NB \| \| \| \| nach Edmundston \| \| \| \| 5 \| Tinker NB \| Tinker NB \| \| \| \| Staatsgrenze USA-Kanada \| \| \| \| 12 \| Fort Fairfield ME \| Fort Fairfield ME \| \| \| 14½ \| Hopkins ME \| Hopkins ME \| \| \| 16 \| Stebbins ME \| Stebbins ME \| \| \| 19½ \| Maynard ME \| Maynard ME \| \| \| 20 \| Goodwin ME \| Goodwin ME \| \| \| 21½ \| Maines ME \| Maines ME \| \| \| 23½ \| East Lyndon ME \| East Lyndon ME \| \| \| 26 \| Hurd ME \| Hurd ME \| \| \| 31½ \| Caribou ME ARR Station \| Caribou ME ARR Station \| \| \| 36 \| McGraw ME \| McGraw ME \| \| \| 39½ \| Roberts ME \| Roberts ME \| \| \| 41 \| Campbell ME \| Campbell ME \| \| \| 44½ \| Parkhurst ME \| Parkhurst ME \| \| \| 49 \| Guiou ME \| Guiou ME \| \| \| 50 \| Daggett ME \| Daggett ME \| \| \| 52½ \| Washburn Junction ME \| Washburn Junction ME \| \| \| \| nach Presque Isle Junction \| \| \| \| \| Verbindungsgleis zur BAR \| \| \| \| 54½ \| Presque Isle ME ARR Station \| Presque Isle ME ARR Station \| |                      |                             |                             |
| |                      |                             |                             |
| Strecke (außer Betrieb) |                      | von Fredericton             | von Fredericton             |
| Bahnhof (Strecke außer Betrieb) | 0                    | Aroostook Junction NB       | Aroostook Junction NB       |
| Abzweig geradeaus und nach rechts (Strecke außer Betrieb) |                      | nach Edmundston             | nach Edmundston             |
| Haltepunkt / Haltestelle (Strecke außer Betrieb) | 5                    | Tinker NB                   | Tinker NB                   |
| Grenze (Strecke außer Betrieb) |                      | Staatsgrenze USA-Kanada     | Staatsgrenze USA-Kanada     |
| Bahnhof (Strecke außer Betrieb) | 12                   | Fort Fairfield ME           | Fort Fairfield ME           |
| Haltepunkt / Haltestelle (Strecke außer Betrieb) | 14½                  | Hopkins ME                  | Hopkins ME                  |
| Haltepunkt / Haltestelle (Strecke außer Betrieb) | 16                   | Stebbins ME                 | Stebbins ME                 |
| Haltepunkt / Haltestelle (Strecke außer Betrieb) | 19½                  | Maynard ME                  | Maynard ME                  |
| Haltepunkt / Haltestelle (Strecke außer Betrieb) | 20                   | Goodwin ME                  | Goodwin ME                  |
| Haltepunkt / Haltestelle (Strecke außer Betrieb) | 21½                  | Maines ME                   | Maines ME                   |
| Haltepunkt / Haltestelle (Strecke außer Betrieb) | 23½                  | East Lyndon ME              | East Lyndon ME              |
| Haltepunkt / Haltestelle (Strecke außer Betrieb) | 26                   | Hurd ME                     | Hurd ME                     |
| Bahnhof (Strecke außer Betrieb) | 31½                  | Caribou ME ARR Station      | Caribou ME ARR Station      |
| Haltepunkt / Haltestelle (Strecke außer Betrieb) | 36                   | McGraw ME                   | McGraw ME                   |
| Haltepunkt / Haltestelle (Strecke außer Betrieb) | 39½                  | Roberts ME                  | Roberts ME                  |
| Haltepunkt / Haltestelle (Strecke außer Betrieb) | 41                   | Campbell ME                 | Campbell ME                 |
| Haltepunkt / Haltestelle (Strecke außer Betrieb) | 44½                  | Parkhurst ME                | Parkhurst ME                |
| Haltepunkt / Haltestelle (Strecke außer Betrieb) | 49                   | Guiou ME                    | Guiou ME                    |
| Haltepunkt / Haltestelle (Strecke außer Betrieb) | 50                   | Daggett ME                  | Daggett ME                  |
| Bahnhof (Strecke außer Betrieb) | 52½                  | Washburn Junction ME        | Washburn Junction ME        |
| Abzweig geradeaus und nach rechts (Strecke außer Betrieb) |                      | nach Presque Isle Junction  | nach Presque Isle Junction  |
| Abzweig geradeaus und nach rechts (Strecke außer Betrieb) |                      | Verbindungsgleis zur BAR    | Verbindungsgleis zur BAR    |
| Kopfbahnhof Streckenende (Strecke außer Betrieb) | 54½                  | Presque Isle ME ARR Station | Presque Isle ME ARR Station |

Die Bahnstrecke Aroostook Junction–Presque Isle war eine normalspurige Eisenbahnstrecke in der kanadischen Provinz New Brunswick und in Maine (Vereinigte Staaten). Sie war 54,7 Kilometer lang und wurde in zwei Etappen (1987 und 1993) stillgelegt und schließlich abgebaut.
Die aufstrebenden Industrieorte Presque Isle und Caribou waren in den 1870er Jahren noch ohne Eisenbahnanschluss. Die nächstgelegene Bahnstrecke führte entlang des Saint John River in Kanada und war zu dieser Zeit in Bau. Die New Brunswick Railway erhielt 1874 die Genehmigung für eine Zweigstrecke entlang des Südufers des Aroostook River nach Presque Isle. Wie das gesamte Netz der Gesellschaft sollte auch diese Bahn in Kapspur (1067 mm) gebaut werden. Für den in Maine liegenden Abschnitt gründete man die Aroostook River Railroad.
1875 ging der erste Abschnitt der Bahnstrecke bis Fort Fairfield zusammen mit dem in Aroostook Junction anschließenden Teil der Hauptstrecke in Betrieb. 1876 war Caribou erreicht, wo der Weiterbau zunächst stoppte. 1881 baute die New Brunswick Railway ihr gesamtes Streckennetz auf Normalspur um, so auch die Zweigstrecke nach Caribou. Noch im gleichen Jahr ging die Verlängerung bis Presque Isle in Betrieb, womit die Strecke fertiggestellt war. 1890 pachtete die Canadian Pacific Railway die Strecke und führte seither den Betrieb.
1895 erreichte die Bangor and Aroostook Railroad (BAR) ebenfalls Presque Isle und Caribou, Gleisverbindungen wurden jedoch zunächst nicht gebaut. Die BAR-Strecke verlief am anderen Ufer des Flusses. 1910 entstand jedoch eine Gleisverbindung zur Aroostook Valley Railroad, einer Überlandstraßenbahn, die eigens eine Zweigstrecke zur Canadian-Pacific-Strecke baute. Die Übergabe von Wagen und Fahrgästen erfolgte im Bahnhof Washburn Junction. Nach dem Bau der BAR-Strecke waren Presque Isle und Caribou deutlich schneller von den großen Städten der Ostküste erreichbar, zumal es im Sommer sogar durchlaufende Schlafwagen bis nach New York gab. Nur ein werktägliches Zugpaar genügte daher ab etwa 1920, um das Fahrgastaufkommen auf der Strecke Aroostook Junction–Presque Isle zu bewältigen. Der Personenverkehr endete um 1940.
Nachdem 1987 eine Brücke über den St. John River und damit die Strecke südlich von Aroostook Junction durch ein Hochwasser zerstört wurde, legte die Canadian Pacific die nun isolierte Zweigstrecke nach Presque Isle still. Um weiterhin einen Gleisanschluss zum Eisenbahnnetz zu haben, erwarb die Aroostook Valley Railroad den Abschnitt von Washburn Junction bis zum ehemaligen CP-Endbahnhof Presque Isle, wohin die BAR ein kurzes Verbindungsgleis baute. 1993 endete dieser Verkehr und der letzte verbliebene Abschnitt der Strecke wurde nun ebenfalls stillgelegt.